# Vetlanda (comuna)
Vetlanda (em sueco: Vetlandas kommun;  PRONÚNCIA) é uma comuna da Suécia localizada no condado de Jönköping. Sua capital é a cidade de Vetlanda. Possui 1 500 quilômetros quadrados e segundo censo de 2022, havia 27 673 habitantes.